# Mala Kopanica
Mala Kopanica is een plaats in de gemeente Velika Kopanica in de Kroatische provincie Brod-Posavina. De plaats telt 185 inwoners (2001).